# Stare Miasto (powiat Frydek-Mistek)
Stare Miasto (cz. Staré Město, niem. Altstadt) – gmina w Czechach, w kraju morawsko-śląskim, w powiecie Frydek-Mistek, w historycznych granicach Śląska Cieszyńskiego, około 2 km na południe od frydeckiego rynku we Frydku-Mistku, przy ujściu rzeki Morawka do Ostrawicy.
Jako gmina administracyjnie uniezależniła się po ponad 16 latach od miasta Frydek-Mistek w dniu 24 listopada 1990 roku, w wyniku petycji jej mieszkańców. W wyniku odłączenia Starego Miasta Skalica została eksklawą.

## Historia
Nazwa Stare Miasto nawiązuje do pobliskiego Frydka, które wobec niego jest nowym miastem. Zanim powstał Frydek w obrębie jego dzisiejszych granic leżała samodzielna osada Jamnica, opisana jako miasteczko Jemnicz oppidis w dyplomie lennym Kazimierza I cieszyńskiego potwierdzonym przez Jana Luksemburskiego 23 lutego 1327 w Bytomiu. Obok widniał również dodatkowy zapis cum municionibus świadczący o istnięjącym obronnym grodzie i potwierdzający to, że osada ta musiała istnieć wcześniej. Być może zapis item in Janutha w dokumencie Liber fundationis episcopatus Vratislaviensis datowanym na ok. 1305 rok odnosił się do Jamnicy. Gród ten powstał najprawdopodobniej jeszcze zanim powstało księstwo cieszyńskie (1290) lub niewiele później. Po powstaniu Księstwa Cieszyńskiego granica na Ostrawicy została po raz kolejny uregulowana w 1297. Przez miejscowość kierował się szlak handlowy z Moraw w kierunku Cieszyna, a bronić jej miała znajdująca się tu twierdza.
Miasto Frydek zostało założone na gruntach Jamnicy, niejako na jej przedłużeniu, aczkolwiek nie w jej bezpośrednim sąsiedztwie. Proces lokacji na prawie niemieckim rozpoczął się pod koniec pierwszej połowy XIV wieku, na co wskazuje brak wzmianki o nim we wspomnianym dokumencie lennym z 1327 roku. Pierwsza wzmianka o nim pochodzi dopiero z 1386, a następna z 1416 roku, w międzyczasie Jamnica i tamtejszy gród i kościół (którego funkcję parafialną jeszcze w XIV wieku przejął kościół we Frydku) powoli zanikły.
Pierwsza pisemna wzmianka explicite o Starym Mieście koło Frydku pochodzi z 1431. Następne jego losy związane były ściśle z tym miastem. W 1434 Frydek wraz z m.in. Starym Miastem otrzymał w zastaw Arnošt z Tworkowa. W 1573 miejscowość wraz 15 innymi wsiami oraz miastem Frydek została sprzedane przez książąt cieszyńskich tworząc frydeckie państwo stanowe.
Według austriackiego spisu ludności z 1910 roku Stare Miasto miało 1940 mieszkańców, z czego 1927 było zameldowanych na stałe, 1604 (83,2%) było czesko-, 287 (14,9%) niemiecko- i 36 (1,9%) polskojęzycznymi, a w podziale wyznaniowym 1886 (97,2%) było katolikami, 47 (2,4%) ewangelikami a 7 (0,4%) wyznawcami judaizmu..